# 似短背鰭紋唇魚
似短背鰭紋唇魚（学名：Osteochilus brachynotopteroides）是輻鰭魚綱鯉形目鯉科的其中一個種，分布於亞洲越南中央高地Kontum湖，體長可達15公分，棲息在中底層水域，以藻類、浮游植物及植物等為食。

## 外部連結
- 似短背鰭紋唇魚的圖片（页面存档备份，存于）